# Huitième district congressionnel de l'Illinois
Le 8e district congressionnel de l'Illinois est un district de l'État américain de l'Illinois qui est représenté par le Démocrate Raja Krishnamoorthi depuis 2017.

## Géographie

### Redécoupage de 2011
Le district couvre des parties du Comté de Cook , du Comté de DuPage et du Comté de Kane, à partir du redécoupage de 2011 qui a suivi le recensement des États-Unis de 2010. Tout ou partie d'Addison, Arlington Heights, Barrington Hills, Bloomingdale, Carol Stream, Carpentersville, East Dundee, Elgin, Elk Grove Village, Glendale Heights, Hanover Park, Hoffman Estates, Lombard, Palatine, Rolling Meadows, Roselle, Schaumburg, South Elgin, Streamwood, Villa Park et Wood Dale sont inclus. Ces limites sont entrées en vigueur le 3 janvier 2013.

### Redécoupage de 2023
| #  | Comté  | Siège   | Population |
| -- | ------ | ------- | ---------- |
| 31 | Cook   | Chicago | 5 087 072  |
| 43 | DuPage | Wheaton | 921 213    |
| 89 | Kane   | Geneva  | 514 982    |

### Villes et CDPS de 10 000 habitants ou plus
- Chicago - 2 665 039
- Elgin - 114 797
- Schaumburg - 78 723
- Arlington Heights - 77 676
- Palatine - 67 908
- Des Plaines - 60 675
- Mount Prospect - 56 852
- Hoffman Estates - 52 530
- Barlett - 41 105
- Carol Stream - 39 854
- Streamwood - 39 577
- Carpentersville - 39 983
- Hanover Park - 37 470
- Addison - 35 702
- Glendale Heights - 33 176
- St. Charles - 33 081
- Elk Grove Village - 32 812
- Algonquin - 29 700
- Glen Ellyn - 28 846
- Huntley - 28 008
- Batavia - 26 098
- Rolling Meadows - 24 200
- South Elgin - 23 865
- Roselle - 22 897
- Bloomingdale - 22 382
- Geneva - 21 393
- Norridge - 15 251
- Wood Dale - 14 012
- Pingree Grove - 10 365

### Villes de 2 500 - 10 000 habitants
- Itasca - 9 543
- Gilberts - 8 366
- West Dundee - 7 686
- Hampshire - 7 667
- Inverness - 7,616
- South Barrington - 5 077
- Barrington Hills - 4 114
- Rosemont - 3 952
- Sleepy Hollow - 3 214
- East Dundee - 3 152

À partir du redécoupage de 2020, ce district sera toujours basé en partie dans le nord du Comté de Cook, et maintenant dans des parties du nord du Comté de DuPage et du nord-est du Comté de Kane, ainsi qu'une partie du quartier O'Hare de Chicago.
Le 8e district comprend les municipalités du Comté de Cook de Schaumburg (partagé avec le Comté de DuPage), Rosemont, Rolling Meadows, South Barrington et East Dundee (partagé avec le Comté de Kane); la plupart de Hoffman Estates, Streamwood et Elgin (partagé avec le Comté de Kane); la moitié de Des Plaines; la majorité du village d'Elk Grove à l'ouest de Tome Rd (partagé avec le Comté de DuPage); une partie de Palatine, Norridge, Rosemont, Arlington Heights, Hanover Park (partagé avec le Comté de DuPage) et Iverness et une partie de Mt Prospect entre Dempster St et W Lonnquist Blvd.
Le Comté de DuPage est divisé entre ce district et le 3e district. Ils sont divisés par Bartlett Rd, Old Wayne Golf Course, St Charles Rd, Fair Oaks Rd, Timber Ln, Woodcreek Ln N, Wayne Oaks Dam Reservoir, Morton Rd, Pawnee Dr, County Farm Rd, Highway 64, Gary Ave Della Ave, West St, Geneva Rd, Bloomingdale's Rd, Glendale Lakes Golf Club, President St, Gilberto St, Schubert Ave, Opal Ave, Stevenson Dr, Highway 4, Polo Club Dr, Canadian National Railway, East Branch Park, Army Trail Rd, Belmont Pl, Addison Trail High School, Woodland Ave, 7th Ave, Lake St, 3rd Ave, Eggerding Dr, Mill Rd, Highway 290, Addison Rd, Oak Meadows Golf & Banquets, Central Ave, Canadian Pacific Railway, Wood Dale Rd, Elmhurt St, and Lively Blvd. Le 8e district englobe les municipalités de Bloomingdale, Schaumburg (partagé avec le Comté de Cook), Roselle et Itasca; la majorité de Carol Stream; la majorité d'Elk Grove Village à l'ouest de Tome Rd (partagé avec le Comté de DuPage) une partie d'Hanover Park (partagé avec le Comté de Cook); l'est de Bartlett; l'ouest de Wood Dale; le nord-ouest d'Addison; une partie de Glen Ellyn et une partie du nord de Glendale Heights.
Le Comté de Kane est divisé entre ce district et le 11e district. Ils sont séparés par l'Illinois Highway 47, Regency Parkway, Farm Hill Dr, Del Webb Blvd, Jane Adams Memorial Tollway, Sandwald Rd, Ridgecrest Dr, Brier Hill Rd/Illinois Highway 47, Coombs Rd, Shadow Hill Dr, Campton Hills Dr, West Main St, South Tyler Rd, Division St, Fox River, North Washington Ave, Douglas Rd, Orion Rd et East Fabyan Parkway. Le 8e district comprend les municipalités d'East Dundee (partagé avec le Comté de Cook), West Dundee, Carpentersville, Sleepy Hollow, South Elgin, Gilberts, Pingree Grove; la majorité d'Elgin (partagé avec le Comté de Cook), la moitié de Saint-Charles; le sud d'Algonquin; l'ouest de Wayne et Barrington Hills; l'est d'Hampshire; le sud-est d'Huntley; une partie de Geneva à l'est de la Fox River, et une partie de Batavia.

## Historique de vote
Ce tableau indique comment le district a voté aux élections présidentielles américaines ; les résultats des élections reflètent le vote dans la circonscription telle qu'elle était configurée au moment de l'élection, et non telle qu'elle est configurée aujourd'hui.
| Année | Poste     | Résultats               |
| ----- | --------- | ----------------------- |
| 2000  | Président | Bush 55,0 % - 42,0 %    |
| 2004  | Président | Bush 55,0 % - 42,0 %    |
| 2008  | Président | Obama 58,0 % - 41,0 %   |
| 2012  | Président | Obama 56,0 % - 43,0 %   |
| 2016  | Président | Clinton 58,0 % - 36,0 % |
| 2020  | Président | Biden 59,0 % - 39,0 %   |

Ce tableau indique comment le district a voté lors des récentes élections à l'échelle de l'État ; les résultats des élections reflètent le vote dans la circonscription telle qu'elle est actuellement configurée, pas nécessairement telle qu'elle était au moment de ces élections.
| Année | Poste             | Résultats                   |
| ----- | ----------------- | --------------------------- |
| 2016  | Président         | Clinton 54,6 % – 38,9 %     |
| 2016  | Sénat             | Duckworth 52,4 % – 41,6 %   |
| 2018  | Gouverneur        | Pritzker 51,0 % – 43,0 %    |
| 2018  | Procureur Général | Raoul 53,3 % – 44,1 %       |
| 2018  | Secrétaire d'État | White 66,5 % – 30,8 %       |
| 2020  | Président         | Biden 56,8 % – 41,4 %       |
| 2020  | Sénat             | Durbin 55,2 % – 39,8 %      |
| 2022  | Sénat             | Duckworth 56,3 % – 42,1 %   |
| 2022  | Gouverneur        | Pritzker 55,1 % – 42,1 %    |
| 2022  | Procureur Général | Raoul 54,8 % – 43,2 %       |
| 2022  | Secrétaire d'État | Giannoulias 55,0 % – 43,1 % |

## Liste des Représentants du district
| Membre                          | Parti                      | Années                          | Congrès     | Histoire électorale | Zone géographique                                                           |
| ------------------------------- | -------------------------- | ------------------------------- | ----------- | --- | --------------------------------------------------------------------------- |
| District établit le 4 mars 1853 |                            |                                 |             | |                                                                             |
| William Henry Bissell           | Démocrate Indépendant (en) | 4 mars 1853 - 3 mars 1855       | 33e         | Redécoupage depuis le 1er district et réélu en 1852. Retrait. | 1853–1863                                                                   |
| Vacant                          | Vacant                     | 4 mars 1855 - 4 novembre 1856   | 34e         | Le Représentant-élu Lyman Trumbull fut élu au Sénat le 8 février 1855. | 1853–1863                                                                   |
| James L. D. Morrison (en)       | Démocrate                  | 4 novembre 1856 - 3 mars 1857   | 34e         | Élu pour terminer le mandat de Trumbull. Retrait. | 1853–1863                                                                   |
| Robert Smith (en)               | Démocrate                  | 4 mars 1857 - 3 mars 1859       | 35e         | Élu en 1856. perd sa renomination. | 1853–1863                                                                   |
| Philip B. Fouke (en)            | Démocrate                  | 4 mars 1859 - 3 mars 1863       | 36e , 37e   | Élu en 1858. Réélu en 1860. Retrait. | 1853–1863                                                                   |
| John T. Stuart (en)             | Démocrate                  | 4 mars 1863 - 3 mars 1865       | 38e         | Élu en 1862. perd sa réélection. | 1863–1873 DeWitt, Livingston, Logan, McLean, Sangamon, Tazewell et Woodford |
| Shelby Moore Cullom             | Républicain                | 4 mars 1865 - 3 mars 1871       | 39e - 41e   | Élu en 1864. Réélu en 1866. Réélu en 1868. Retrait. | 1863–1873 DeWitt, Livingston, Logan, McLean, Sangamon, Tazewell et Woodford |
| James Carroll Robinson (en)     | Démocrate                  | 4 mars 1871 - 3 mars 1873       | 42e         | Élu en 1870. Redécoupage vers le 12e district. | 1863–1873 DeWitt, Livingston, Logan, McLean, Sangamon, Tazewell et Woodford |
| Greenbury L. Fort (en)          | Républicain                | 4 mars 1873 - 3 mars 1881       | 43e - 46e   | Élu en 1872. Réélu en 1874. Réélu en 1876. Réélu en 1878. Retrait. | 1873–1883 Ford, Iroquois, Kankakee, Livingston, Marshall et Woodford        |
| Lewis E. Payson (en)            | Républicain                | 4 mars 1881 - 3 mars 1883       | 47e         | Élu en 1880. Redécoupage vers le 9e district. | 1873–1883 Ford, Iroquois, Kankakee, Livingston, Marshall et Woodford        |
| William Cullen (en)             | Républicain                | 4 mars 1883 - 3 mars 1885       | 48e         | Redécoupage depuis le 7e district et réélu en 1882. perd sa renomination. | 1883–1895 DuPage, Grundy, Kendall, LaSalle et Will                          |
| Ralph Plumb (en)                | Républicain                | 4 mars 1885 - 3 mars 1889       | 49e , 50e   | Élu en 1884. Réélu en 1886. Retrait. | 1883–1895 DuPage, Grundy, Kendall, LaSalle et Will                          |
| Charles A. Hill (en)            | Républicain                | 4 mars 1889 - 3 mars 1891       | 51e         | Élu en 1888. perd sa réélection. | 1883–1895 DuPage, Grundy, Kendall, LaSalle et Will                          |
| Lewis Steward (en)              | Démocrate                  | 4 mars 1891 - 3 mars 1893       | 52e         | Élu en 1890. perd sa réélection. | 1883–1895 DuPage, Grundy, Kendall, LaSalle et Will                          |
| Robert A. Childs (en)           | Républicain                | 4 mars 1893 - 3 mars 1895       | 53e         | Élu en 1892. Retrait. | 1883–1895 DuPage, Grundy, Kendall, LaSalle et Will                          |
| Albert J. Hopkins               | Républicain                | 4 mars 1895 - 3 mars 1903       | 54e - 57e   | Redécoupage depuis le 5e district et réélu en 1894. Réélu en 1896. Réélu en 1898. Réélu en 1900. Retrait pour se présenter au Sénat des États-Unis. | 1895–1903 DeKalb, DuPage, Grundy, Kane, Kendall et McHenry                  |
| William F. Mahoney (en)         | Démocrate                  | 4 mars 1903 - 27 décembre 1904  | 58e         | Redécoupage depuis le 5e district et réélu en 1902. Décès. | 1903–1913 Cook                                                              |
| Vacant                          | Vacant                     | 27 décembre 1904 - 3 mars 1905  | 58e         | | 1903–1913 Cook                                                              |
| Charles McGavin (en)            | Républicain                | 4 mars 1905 - 3 mars 1909       | 59e , 60e   | Élu en 1904. Réélu en 1906. Retrait. | 1903–1913 Cook                                                              |
| Thomas Gallagher (en)           | Démocrate                  | 4 mars 1909 - 3 mars 1921       | 61e - 66e   | Élu en 1908. Réélu en 1910. Réélu en 1912. Réélu en 1914. Réélu en 1916. Réélu en 1918. Retrait. | 1903–1913 Cook                                                              |
| Thomas Gallagher (en)           | Démocrate                  | 4 mars 1909 - 3 mars 1921       | 61e - 66e   | Élu en 1908. Réélu en 1910. Réélu en 1912. Réélu en 1914. Réélu en 1916. Réélu en 1918. Retrait. | 1913–1949 Cook                                                              |
| Stanley H. Kunz (en)            | Démocrate                  | 4 mars 1921 - 3 mars 1931       | 67e - 71e   | Élu en 1920. Réélu en 1922. Réélu en 1924. Réélu en 1926. Réélu en 1928. perd sa réélection. |                                                                             |
| Peter C. Granata (en)           | Républicain                | 4 mars 1931 - 5 avril 1932      | 72e         | perd la contestation de son élection. |                                                                             |
| Stanley H. Kunz (en)            | Démocrate                  | 5 avril 1932 - 3 mars 1933      | 72e         | Remporte la contestation de son élection. perd sa renomination. |                                                                             |
| Leo Kocialkowski (en)           | Démocrate                  | 4 mars 1933 - 3 janvier 1943    | 73e - 77e   | Élu en 1932. Réélu en 1934. Réélu en 1936. Réélu en 1938. Réélu en 1940. perd sa renomination. |                                                                             |
| Thomas S. Gordon (en)           | Démocrate                  | 3 janvier 1943 - 3 janvier 1959 | 78e - 85e   | Élu en 1942. Réélu en 1944. Réélu en 1946. Réélu en 1948. Réélu en 1950. Réélu en 1952. Réélu en 1954. Réélu en 1956. Retrait. |                                                                             |
| Thomas S. Gordon (en)           | Démocrate                  | 3 janvier 1943 - 3 janvier 1959 | 78e - 85e   | Élu en 1942. Réélu en 1944. Réélu en 1946. Réélu en 1948. Réélu en 1950. Réélu en 1952. Réélu en 1954. Réélu en 1956. Retrait. | 1949–1953 Cook                                                              |
| Thomas S. Gordon (en)           | Démocrate                  | 3 janvier 1943 - 3 janvier 1959 | 78e - 85e   | Élu en 1942. Réélu en 1944. Réélu en 1946. Réélu en 1948. Réélu en 1950. Réélu en 1952. Réélu en 1954. Réélu en 1956. Retrait. | 1953–1963 Cook                                                              |
| Dan Rostenkowski                | Démocrate                  | 3 janvier 1959 - 3 janvier 1993 | 86e - 102e  | Élu en 1958. Réélu en 1960. Réélu en 1962. Réélu en 1964. Réélu en 1966. Réélu en 1968. Réélu en 1970. Réélu en 1972. Réélu en 1974. Réélu en 1976. Réélu en 1978. Réélu en 1980. Réélu en 1982. Réélu en 1984. Réélu en 1986. Réélu en 1988. Réélu en 1990. Redécoupage vers le 5e district. |                                                                             |
| Dan Rostenkowski                | Démocrate                  | 3 janvier 1959 - 3 janvier 1993 | 86e - 102e  | Élu en 1958. Réélu en 1960. Réélu en 1962. Réélu en 1964. Réélu en 1966. Réélu en 1968. Réélu en 1970. Réélu en 1972. Réélu en 1974. Réélu en 1976. Réélu en 1978. Réélu en 1980. Réélu en 1982. Réélu en 1984. Réélu en 1986. Réélu en 1988. Réélu en 1990. Redécoupage vers le 5e district. | 1963–1967 Cook                                                              |
| Dan Rostenkowski                | Démocrate                  | 3 janvier 1959 - 3 janvier 1993 | 86e - 102e  | Élu en 1958. Réélu en 1960. Réélu en 1962. Réélu en 1964. Réélu en 1966. Réélu en 1968. Réélu en 1970. Réélu en 1972. Réélu en 1974. Réélu en 1976. Réélu en 1978. Réélu en 1980. Réélu en 1982. Réélu en 1984. Réélu en 1986. Réélu en 1988. Réélu en 1990. Redécoupage vers le 5e district. | 1967–1973 Cook                                                              |
| Dan Rostenkowski                | Démocrate                  | 3 janvier 1959 - 3 janvier 1993 | 86e - 102e  | Élu en 1958. Réélu en 1960. Réélu en 1962. Réélu en 1964. Réélu en 1966. Réélu en 1968. Réélu en 1970. Réélu en 1972. Réélu en 1974. Réélu en 1976. Réélu en 1978. Réélu en 1980. Réélu en 1982. Réélu en 1984. Réélu en 1986. Réélu en 1988. Réélu en 1990. Redécoupage vers le 5e district. | 1973–1983 Cook                                                              |
| Dan Rostenkowski                | Démocrate                  | 3 janvier 1959 - 3 janvier 1993 | 86e - 102e  | Élu en 1958. Réélu en 1960. Réélu en 1962. Réélu en 1964. Réélu en 1966. Réélu en 1968. Réélu en 1970. Réélu en 1972. Réélu en 1974. Réélu en 1976. Réélu en 1978. Réélu en 1980. Réélu en 1982. Réélu en 1984. Réélu en 1986. Réélu en 1988. Réélu en 1990. Redécoupage vers le 5e district. | 1983–1993 Cook                                                              |
| Phil Crane                      | Républicain                | 3 janvier 1993 - 3 janvier 2005 | 103e - 108e | Redécoupage depuis le 12e district et réélu en 1992. Réélu en 1994. Réélu en 1996. Réélu en 1998. Réélu en 2000. Réélu en 2002. perd sa réélection. | 1993–2003 Cook et Lake                                                      |
| Phil Crane                      | Républicain                | 3 janvier 1993 - 3 janvier 2005 | 103e - 108e | Redécoupage depuis le 12e district et réélu en 1992. Réélu en 1994. Réélu en 1996. Réélu en 1998. Réélu en 2000. Réélu en 2002. perd sa réélection. | 2003–2013 Cook, Lake et McHenry                                             |
| Melissa Bean                    | Démocrate                  | 3 janvier 2005 - 3 janvier 2011 | 109e - 111e | Élue en 2004. Réélue en 2006. Réélue en 2008. perd sa réélection. |                                                                             |
| Joe Walsh                       | Républicain                | 3 janvier 2011 - 3 janvier 2013 | 112e        | Élu en 2010. perd sa réélection. |                                                                             |
| Tammy Duckworth                 | Démocrate                  | 3 janvier 2013 - 3 janvier 2017 | 113e , 114e | Élue en 2012. Réélu en 2014. Retrait pour se présenter comme Sénatrice des États-Unis. | 2013–2023 Cook, DuPage et Kane                                              |
| Raja Krishnamoorthi             | Démocrate                  | 3 janvier 2017 - Présent        | 115e - 118e | Élu en 2016. Réélu en 2018. Réélu en 2020. Réélu en 2022. | 2013–2023 Cook, DuPage et Kane                                              |
| Raja Krishnamoorthi             | Démocrate                  | 3 janvier 2017 - Présent        | 115e - 118e | Élu en 2016. Réélu en 2018. Réélu en 2020. Réélu en 2022. | 2023–Présent Cook, DuPage et Kane                                           |

## Résultats des récentes élections
Voici les résultats des dix précédents cycles électoraux dans le district.

## Frontières historique du district

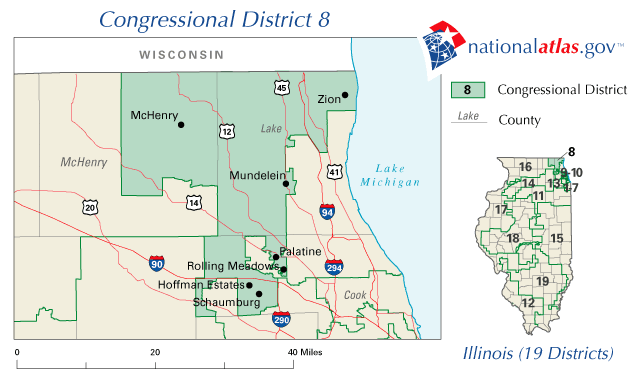
2003 - 2013

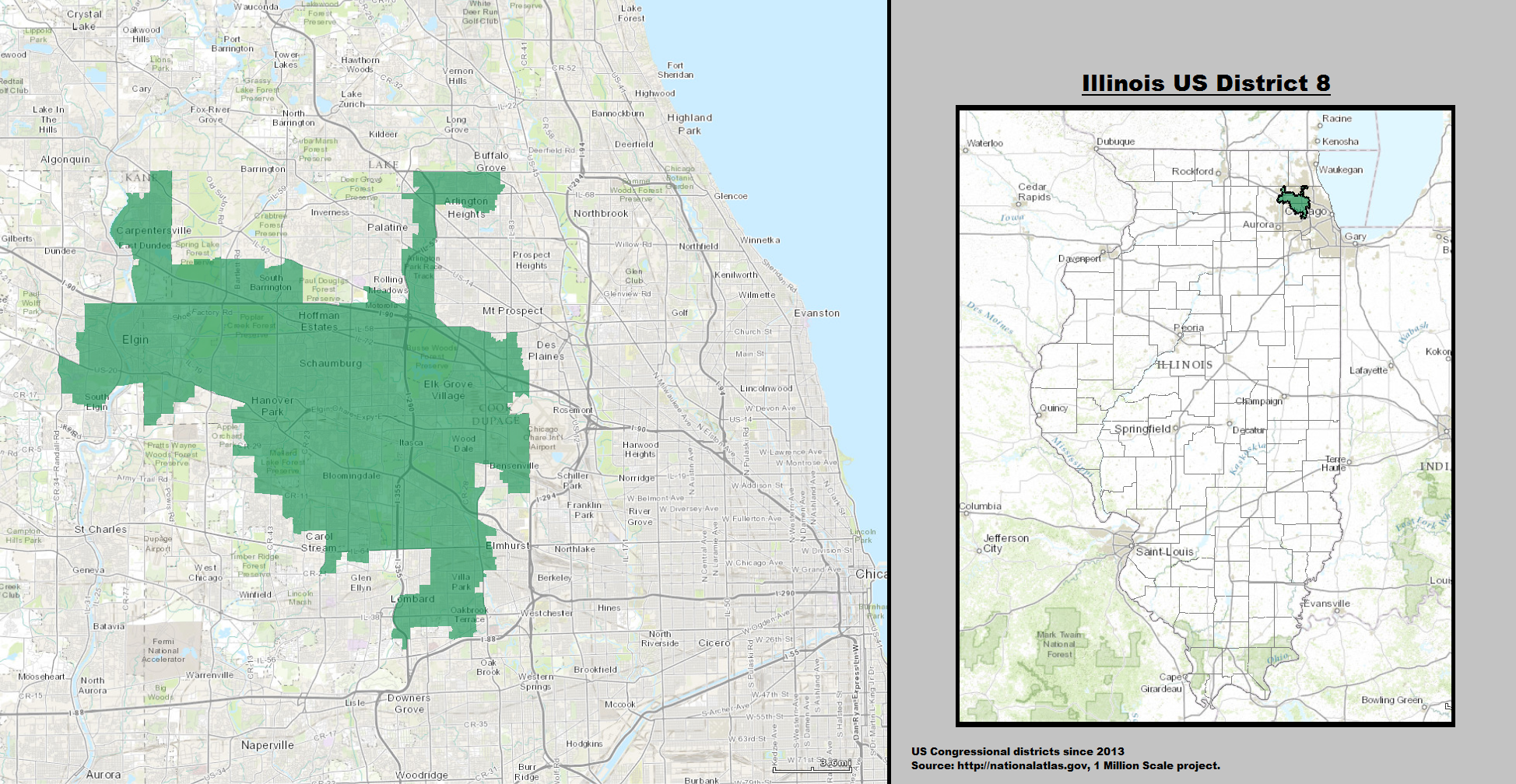
2013 - 2023

### 2004
| Élection de 2004 du 8e district congressionnel de l'Illinois | Élection de 2004 du 8e district congressionnel de l'Illinois | Élection de 2004 du 8e district congressionnel de l'Illinois | Élection de 2004 du 8e district congressionnel de l'Illinois | Élection de 2004 du 8e district congressionnel de l'Illinois |
| ------------------------------------------------------------ | ------------------------------------------------------------ | ------------------------------------------------------------ | ------------------------------------------------------------ | ------------------------------------------------------------ |
| Parti                                                        | Parti                                                        | Candidat                                                     | Votes                                                        | %                                                            |
|                                                              | Démocrate                                                    | Melissa Bean                                                 | 139 792                                                      | 51,7                                                         |
|                                                              | Républicain                                                  | Phil Crane (sortant)                                         | 130 601                                                      | 48,3                                                         |
| Total des votes                                              | Total des votes                                              | Total des votes                                              | 270 393                                                      | 100 %                                                        |
|                                                              | Les Démocrates prennent aux Républicains                     |                                                              |                                                              |                                                              |

### 2006
| Élection de 2006 du 8e district congressionnel de l'Illinois | Élection de 2006 du 8e district congressionnel de l'Illinois | Élection de 2006 du 8e district congressionnel de l'Illinois | Élection de 2006 du 8e district congressionnel de l'Illinois | Élection de 2006 du 8e district congressionnel de l'Illinois |
| ------------------------------------------------------------ | ------------------------------------------------------------ | ------------------------------------------------------------ | ------------------------------------------------------------ | ------------------------------------------------------------ |
| Parti                                                        | Parti                                                        | Candidat                                                     | Votes                                                        | %                                                            |
|                                                              | Démocrate                                                    | Melissa Bean (sortante)                                      | 93 355                                                       | 50,9                                                         |
|                                                              | Républicain                                                  | David McSweeney                                              | 80 720                                                       | 44                                                           |
|                                                              | Write-in                                                     | Write-in                                                     | 9 319                                                        | 5,1                                                          |
| Total des votes                                              | Total des votes                                              | Total des votes                                              | 183 394                                                      | 100 %                                                        |
|                                                              | Les Démocrates conservent                                    |                                                              |                                                              |                                                              |

### 2008
| Élection de 2008 du 8e district congressionnel de l'Illinois | Élection de 2008 du 8e district congressionnel de l'Illinois | Élection de 2008 du 8e district congressionnel de l'Illinois | Élection de 2008 du 8e district congressionnel de l'Illinois | Élection de 2008 du 8e district congressionnel de l'Illinois |
| ------------------------------------------------------------ | ------------------------------------------------------------ | ------------------------------------------------------------ | ------------------------------------------------------------ | ------------------------------------------------------------ |
| Parti                                                        | Parti                                                        | Candidat                                                     | Votes                                                        | %                                                            |
|                                                              | Démocrate                                                    | Melissa Bean (sortante)                                      | 179 444                                                      | 60,7                                                         |
|                                                              | Républicain                                                  | Steve Greenberg                                              | 116 081                                                      | 39,3                                                         |
| Total des votes                                              | Total des votes                                              | Total des votes                                              | 295 525                                                      | 100 %                                                        |
|                                                              | Les Démocrates conservent                                    |                                                              |                                                              |                                                              |

### 2010
| Élection de 2010 du 8e district congressionnel de l'Illinois | Élection de 2010 du 8e district congressionnel de l'Illinois | Élection de 2010 du 8e district congressionnel de l'Illinois | Élection de 2010 du 8e district congressionnel de l'Illinois | Élection de 2010 du 8e district congressionnel de l'Illinois |
| ------------------------------------------------------------ | ------------------------------------------------------------ | ------------------------------------------------------------ | ------------------------------------------------------------ | ------------------------------------------------------------ |
| Parti                                                        | Parti                                                        | Candidat                                                     | Votes                                                        | %                                                            |
|                                                              | Républicain                                                  | Joe Walsh                                                    | 98 115                                                       | 48,5                                                         |
|                                                              | Démocrate                                                    | Melissa Bean (sortante)                                      | 97 825                                                       | 48,3                                                         |
|                                                              | Vert                                                         | Bill Scheurer                                                | 6 495                                                        | 3,2                                                          |
| Total des votes                                              | Total des votes                                              | Total des votes                                              | 202 435                                                      | 100 %                                                        |
|                                                              | Les Républicains prennent aux Démocrates                     |                                                              |                                                              |                                                              |

### 2012
| Élection de 2012 du 8e district congressionnel de l'Illinois | Élection de 2012 du 8e district congressionnel de l'Illinois | Élection de 2012 du 8e district congressionnel de l'Illinois | Élection de 2012 du 8e district congressionnel de l'Illinois | Élection de 2012 du 8e district congressionnel de l'Illinois |
| ------------------------------------------------------------ | ------------------------------------------------------------ | ------------------------------------------------------------ | ------------------------------------------------------------ | ------------------------------------------------------------ |
| Parti                                                        | Parti                                                        | Candidat                                                     | Votes                                                        | %                                                            |
|                                                              | Démocrate                                                    | Tammy Duckworth                                              | 123 206                                                      | 54,7                                                         |
|                                                              | Républicain                                                  | Joe Walsh (sortant)                                          | 101 860                                                      | 45,3                                                         |
|                                                              | Indépendant                                                  | Robert Gregory Canfield                                      | 0                                                            | 0,0                                                          |
| Total des votes                                              | Total des votes                                              | Total des votes                                              | 225 066                                                      | 100 %                                                        |
|                                                              | Les Démocrates prennent aux Républicains                     |                                                              |                                                              |                                                              |

### 2014
| Élection de 2014 du 8e district congressionnel de l'Illinois | Élection de 2014 du 8e district congressionnel de l'Illinois | Élection de 2014 du 8e district congressionnel de l'Illinois | Élection de 2014 du 8e district congressionnel de l'Illinois | Élection de 2014 du 8e district congressionnel de l'Illinois |
| ------------------------------------------------------------ | ------------------------------------------------------------ | ------------------------------------------------------------ | ------------------------------------------------------------ | ------------------------------------------------------------ |
| Parti                                                        | Parti                                                        | Candidat                                                     | Votes                                                        | %                                                            |
|                                                              | Démocrate                                                    | Tammy Duckworth (sortante)                                   | 84 178                                                       | 55,7                                                         |
|                                                              | Républicain                                                  | Lawrence Kaifesh                                             | 66 878                                                       | 44,3                                                         |
| Total des votes                                              | Total des votes                                              | Total des votes                                              | 151 056                                                      | 100 %                                                        |
|                                                              | Les Démocrates conservent                                    |                                                              |                                                              |                                                              |

### 2016
| Élection de 2016 du 8e district congressionnel de l'Illinois | Élection de 2016 du 8e district congressionnel de l'Illinois | Élection de 2016 du 8e district congressionnel de l'Illinois | Élection de 2016 du 8e district congressionnel de l'Illinois | Élection de 2016 du 8e district congressionnel de l'Illinois |
| ------------------------------------------------------------ | ------------------------------------------------------------ | ------------------------------------------------------------ | ------------------------------------------------------------ | ------------------------------------------------------------ |
| Parti                                                        | Parti                                                        | Candidat                                                     | Votes                                                        | %                                                            |
|                                                              | Démocrate                                                    | Raja Krishnamoorthi                                          | 144 954                                                      | 58,3                                                         |
|                                                              | Républicain                                                  | Pete DiCianni                                                | 103 617                                                      | 41,7                                                         |
|                                                              | Write-In                                                     | Andrew Straw                                                 | 5                                                            | 0,0                                                          |
| Total des votes                                              | Total des votes                                              | Total des votes                                              | 248 576                                                      | 100 %                                                        |
|                                                              | Les Démocrates conservent                                    |                                                              |                                                              |                                                              |

### 2018
| Élection de 2018 du 8e district congressionnel de l'Illinois | Élection de 2018 du 8e district congressionnel de l'Illinois | Élection de 2018 du 8e district congressionnel de l'Illinois | Élection de 2018 du 8e district congressionnel de l'Illinois | Élection de 2018 du 8e district congressionnel de l'Illinois |
| ------------------------------------------------------------ | ------------------------------------------------------------ | ------------------------------------------------------------ | ------------------------------------------------------------ | ------------------------------------------------------------ |
| Parti                                                        | Parti                                                        | Candidat                                                     | Votes                                                        | %                                                            |
|                                                              | Démocrate                                                    | Raja Krishnamoorthi (sortant)                                | 130 054                                                      | 66,0                                                         |
|                                                              | Républicain                                                  | Jitendra Diganvker                                           | 67 073                                                       | 34,0                                                         |
| Total des votes                                              | Total des votes                                              | Total des votes                                              | 197 127                                                      | 100 %                                                        |
|                                                              | Les Démocrates conservent                                    |                                                              |                                                              |                                                              |

### 2020
| Élection de 2020 du 8e district congressionnel de l'Illinois | Élection de 2020 du 8e district congressionnel de l'Illinois | Élection de 2020 du 8e district congressionnel de l'Illinois | Élection de 2020 du 8e district congressionnel de l'Illinois | Élection de 2020 du 8e district congressionnel de l'Illinois |
| ------------------------------------------------------------ | ------------------------------------------------------------ | ------------------------------------------------------------ | ------------------------------------------------------------ | ------------------------------------------------------------ |
| Parti                                                        | Parti                                                        | Candidat                                                     | Votes                                                        | %                                                            |
|                                                              | Démocrate                                                    | Raja Krishnamoorthi (sortant)                                | 186 251                                                      | 73,2                                                         |
|                                                              | Libertarien                                                  | Preston Nelson                                               | 68 327                                                       | 26,8                                                         |
| Total des votes                                              | Total des votes                                              | Total des votes                                              | 254 578                                                      | 100 %                                                        |
|                                                              | Les Démocrates conservent                                    |                                                              |                                                              |                                                              |

### 2022
| Primaire Démocrate de 2022 du 8e district congressionnel de l'Illinois | Primaire Démocrate de 2022 du 8e district congressionnel de l'Illinois | Primaire Démocrate de 2022 du 8e district congressionnel de l'Illinois | Primaire Démocrate de 2022 du 8e district congressionnel de l'Illinois | Primaire Démocrate de 2022 du 8e district congressionnel de l'Illinois |
| ---------------------------------------------------------------------- | ---------------------------------------------------------------------- | ---------------------------------------------------------------------- | ---------------------------------------------------------------------- | ---------------------------------------------------------------------- |
| Parti                                                                  | Parti                                                                  | Candidat                                                               | Votes                                                                  | %                                                                      |
|                                                                        | Démocrate                                                              | Raja Krishnamoorthi (sortant)                                          | 29 933                                                                 | 70,3                                                                   |
|                                                                        | Démocrate                                                              | Junaid Ahmed                                                           | 12 627                                                                 | 29,7                                                                   |

| Primaire Républicaine de 2022 du 8e district congressionnel de l'Illinois | Primaire Républicaine de 2022 du 8e district congressionnel de l'Illinois | Primaire Républicaine de 2022 du 8e district congressionnel de l'Illinois | Primaire Républicaine de 2022 du 8e district congressionnel de l'Illinois | Primaire Républicaine de 2022 du 8e district congressionnel de l'Illinois |
| ------------------------------------------------------------------------- | ------------------------------------------------------------------------- | ------------------------------------------------------------------------- | ------------------------------------------------------------------------- | ------------------------------------------------------------------------- |
| Parti                                                                     | Parti                                                                     | Candidat                                                                  | Votes                                                                     | %                                                                         |
|                                                                           | Républicain                                                               | Chris Dargis                                                              | 11 055                                                                    | 32,0                                                                      |
|                                                                           | Républicain                                                               | Phillip Wood                                                              | 6 529                                                                     | 18,9                                                                      |
|                                                                           | Républicain                                                               | Peter Kopsaftis                                                           | 6 101                                                                     | 17,6                                                                      |
|                                                                           | Républicain                                                               | Karen Kolodziej                                                           | 6 017                                                                     | 17,4                                                                      |
|                                                                           | Républicain                                                               | Chad Koppie                                                               | 4 886                                                                     | 14,1                                                                      |

| Élection de 2022 du 8e district congressionnel de l'Illinois | Élection de 2022 du 8e district congressionnel de l'Illinois | Élection de 2022 du 8e district congressionnel de l'Illinois | Élection de 2022 du 8e district congressionnel de l'Illinois | Élection de 2022 du 8e district congressionnel de l'Illinois |
| ------------------------------------------------------------ | ------------------------------------------------------------ | ------------------------------------------------------------ | ------------------------------------------------------------ | ------------------------------------------------------------ |
| Parti                                                        | Parti                                                        | Candidat                                                     | Votes                                                        | %                                                            |
|                                                              | Démocrate                                                    | Raja Krishnamoorthi (sortant)                                | 117 880                                                      | 56,89                                                        |
|                                                              | Républicain                                                  | Chris Dargis                                                 | 89 335                                                       | 43,11                                                        |
| Total des votes                                              | Total des votes                                              | Total des votes                                              | 207 215                                                      | 100 %                                                        |
|                                                              | Les Démocrates conservent                                    |                                                              |                                                              |                                                              |

### 2024
| Primaire Démocrate de 2024 du 8e district congressionnel de l'Illinois | Primaire Démocrate de 2024 du 8e district congressionnel de l'Illinois | Primaire Démocrate de 2024 du 8e district congressionnel de l'Illinois | Primaire Démocrate de 2024 du 8e district congressionnel de l'Illinois | Primaire Démocrate de 2024 du 8e district congressionnel de l'Illinois |
| ---------------------------------------------------------------------- | ---------------------------------------------------------------------- | ---------------------------------------------------------------------- | ---------------------------------------------------------------------- | ---------------------------------------------------------------------- |
| Parti                                                                  | Parti                                                                  | Candidat                                                               | Votes                                                                  | %                                                                      |
|                                                                        | Démocrate                                                              | Raja Krishnamoorthi (sortant)                                          | 34 640                                                                 | 100%                                                                   |

| Primaire Républicaine de 2024 du 8e district congressionnel de l'Illinois | Primaire Républicaine de 2024 du 8e district congressionnel de l'Illinois | Primaire Républicaine de 2024 du 8e district congressionnel de l'Illinois | Primaire Républicaine de 2024 du 8e district congressionnel de l'Illinois | Primaire Républicaine de 2024 du 8e district congressionnel de l'Illinois |
| ------------------------------------------------------------------------- | ------------------------------------------------------------------------- | ------------------------------------------------------------------------- | ------------------------------------------------------------------------- | ------------------------------------------------------------------------- |
| Parti                                                                     | Parti                                                                     | Candidat                                                                  | Votes                                                                     | %                                                                         |
|                                                                           | Républicain                                                               | Mark Rice                                                                 | 24 362                                                                    | 100%                                                                      |

| Élection de 2024 du 8e district congressionnel de l'Illinois | Élection de 2024 du 8e district congressionnel de l'Illinois | Élection de 2024 du 8e district congressionnel de l'Illinois | Élection de 2024 du 8e district congressionnel de l'Illinois | Élection de 2024 du 8e district congressionnel de l'Illinois |
| ------------------------------------------------------------ | ------------------------------------------------------------ | ------------------------------------------------------------ | ------------------------------------------------------------ | ------------------------------------------------------------ |
| Parti                                                        | Parti                                                        | Candidat                                                     | Votes                                                        | %                                                            |
|                                                              | Démocrate                                                    | Raja Krishnamoorthi (sortant)                                | 172 920                                                      | 57,1                                                         |
|                                                              | Républicain                                                  | Mark Rice                                                    | 130 153                                                      | 42,9                                                         |
| Total des votes                                              | Total des votes                                              | Total des votes                                              | 303 073                                                      | 100 %                                                        |
|                                                              | Les Démocrates conservent                                    |                                                              |                                                              |                                                              |